# 어둠의 속도
《어둠의 속도》(영어: Speed of Dark)는 엘리자베스 문의 2002년 장편 SF소설이다. 태아나 영아기 때 모든 신체적 장애를 치료하는 것이 가능해졌지만, 하지만 이미 성인이 된 사람들은 장애인으로 살아갈 수밖에 없는 근미래 사회를 배경으로, 자폐증 치료를 통해 돈을 벌고자 하는 사람들의 이야기를 다룬다. 대한민국에는 북스피어에서 정소연 번역으로 출간되었다. 2003년 네뷸러상을 수상했다.